# (1832) Mrkos
(1832) Mrkos est un astéroïde de la ceinture principale extérieure découvert le 11 août 1969 à Nauchnyj par l'astronome russe Lioudmila Tchernykh.

## Historique
Sa désignation provisoire était 1969 PC. Il a été nommé en l'honneur de l'astronome tchèque Antonín Mrkos.

## Caractéristiques
Sa distance minimale d'intersection de l'orbite terrestre est de 1,925 170 ua.